# Линоторакс

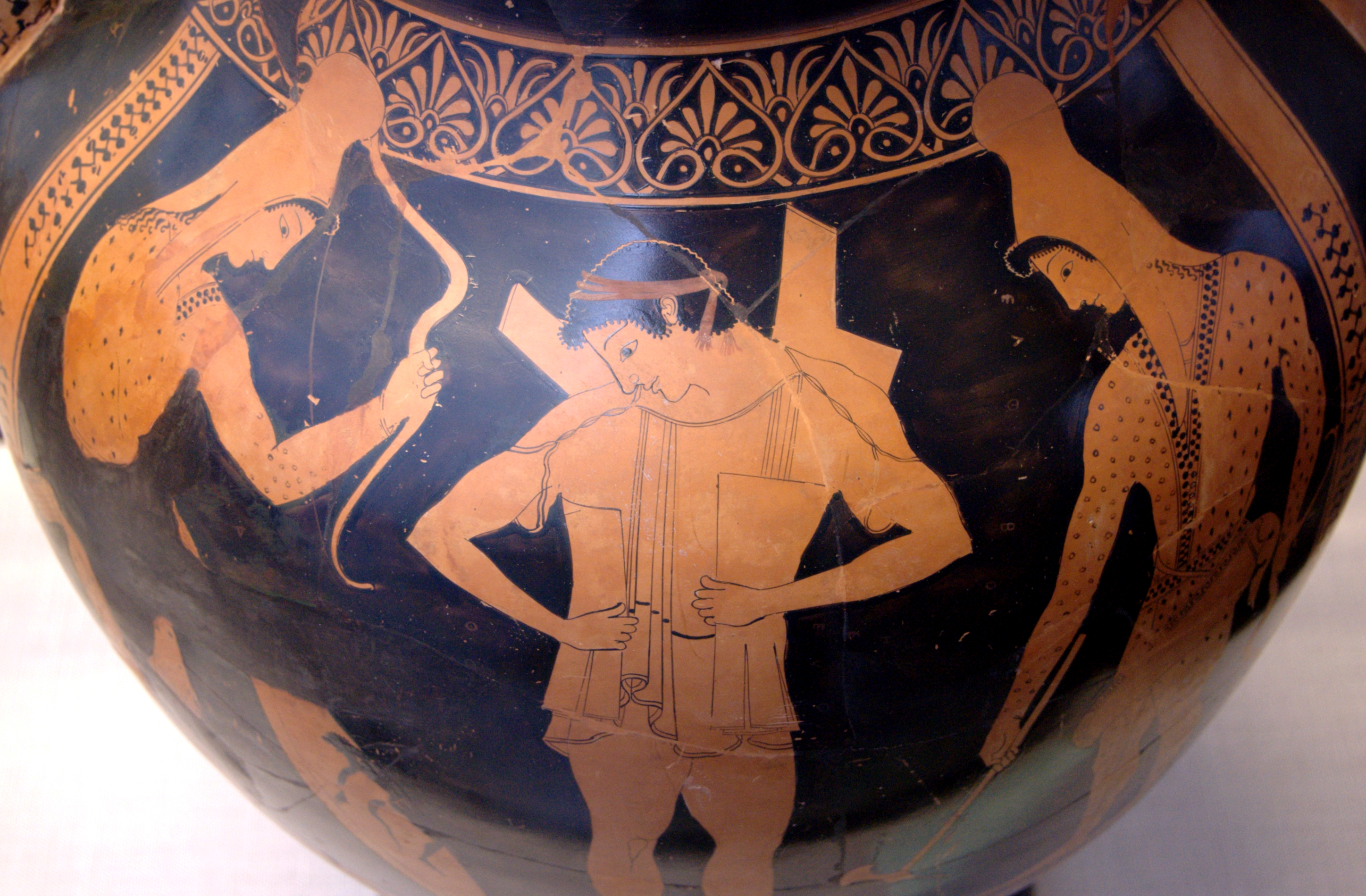
Воин, надевающий линоторакс, из-за спины видны распрямившиеся наплечники. VI век до н. э.

Линоторакс (др.-греч. λινοθώραξ) — древнегреческий панцирь из льняной ткани. Также был известен и в других частях античного мира. Подобные панцири использовались вероятно ещё с микенского периода, а с конца VI века до н. э. они становятся стандартным доспехом гоплитов. Были сопоставимы или больше по весу по сравнению с бронзовыми панцирями  , дешевле и в меньшей степени стесняли движения, давая при этом сравнимую степень защиты. Линотораксы использовались до III века до н. э., когда они были сменены кольчугами.

## Линоторакс у этрусков
Линотораксы использовались также этрусками, нередко покрывавшими их металлическими пластинами. Подобный панцирь с узкими, вертикально ориентированными пластинками в ассирийском стиле, можно увидеть на статуе Марса из Тоди, находящемся в Григорианском этрусском музее Ватикана. Также этруски использовали простёганные линотораксы, у которых грудь, плечевые клапаны и полукруглая деталь на животе покрывались металлическими чешуйками. Изображения таких панцирей относятся к III веку до н. э., тогда же у этрусков появляются кольчуги, незадолго до того изобретёнными кельтами, причём последние делались в форме линоторакса — с прямоугольными плечевыми клапанами, фиксировавшимися на груди. Позднее такую форму заимствовали и сами кельты, а также она была характерна для римских кольчуг.

## Линоторакс в македонском войске

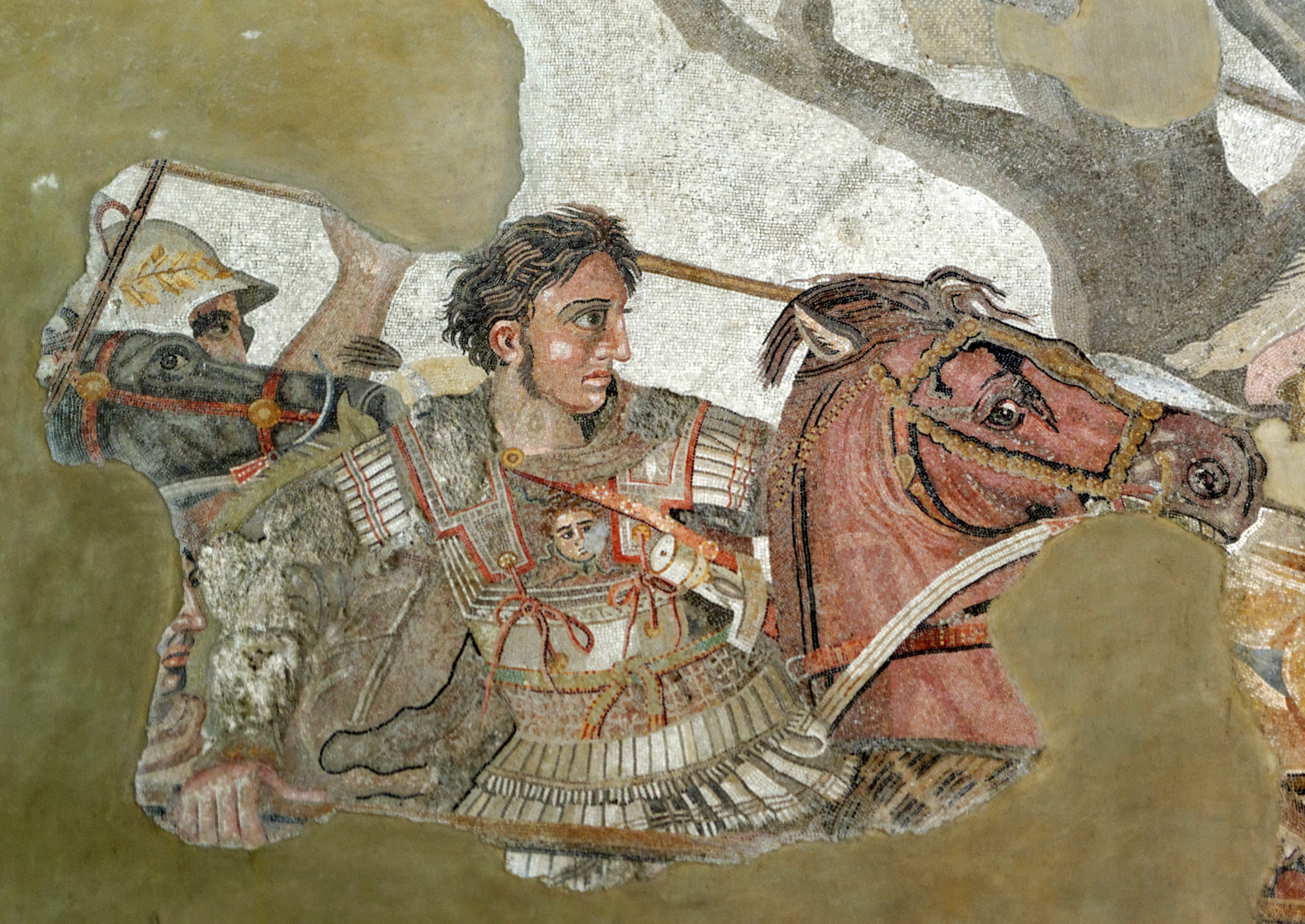
Фрагмент мозаики Александра

На мозаике из Помпей, Александр Македонский изображён в линотораксе, с предположительно металлическими наплечниками и нагрудной пластиной, по талии проходит полоса из чешуек. Предположительно, такая защита была обычной для конницы гетайров.
Согласно позднемакедонским надписям из Амфиполиса, содержащим военный устав Филиппа V, линоторакс (под названием котфиб (cotthybos)) являлся стандартным панцирем рядовых фалангитов, тогда как командиры и воины первой шеренги фаланги использовали, вероятно металлические, тораксы или гемитораксы (thorax, hemithoraks). За утрату котфиба солдат должен был выплатить штраф в два раза меньший, нежели за утрату торакса/гемиторакса, что даёт представление о соотношении цены этих двух видов доспеха. Вероятно, во времена Филиппа II и Александра македонские солдаты снаряжались подобным же образом.
В раскопанной в Вергине гробнице, предположительно Филиппа II, был найден железный панцирь, сделанный в форме линоторакса. Основная часть панциря состоит из четырёх пластин — по одной спереди, сзади и с каждого бока, также имеются наплечники характерной формы, шарнирно закреплённые на спине и заходящие на грудную пластину. Пластины украшены золотыми бордюрами и розетками в виде львиных морд.

## Конструкция
Линоторакс делался из нескольких слоёв льняной ткани, склеенных вместе, общей толщиной около 0,5 см. Основная часть панциря представляла собой нечто вроде широкой ленты с вырезами в районе пройм, которая оборачивалась вокруг корпуса и скреплялась на левом боку (A, B, C, D и E на схеме вверху). Нижняя часть этой основной детали разрезалась в виде лент (так называемые птеруги, на схеме обозначены буквой G), которые прикрывали верхнюю часть бёдер, не стесняя при этом движения ног. Изнутри прикреплялся ещё один слой ткани, птеруги которого располагались напротив разрезов птеруг внешнего слоя. На фигуре воина птеруги образовывали некое подобие фестончатой юбки, иногда они могли делаться отстёгивающимися. Сзади сверху крепилась деталь П-образной формы, концы которой перекидывались через плечи и фиксировались на груди (на схеме обозначено буквой F). Будучи отстёгнутыми, эти наплечники в силу своей эластичности распрямлялись и занимали вертикальное положение. Такие торчащие из-за спины наплечники можно увидеть на некоторых древнегреческих изображениях, и это даёт хорошее представление о степени упругости и жёсткости склеенной ткани. Иногда линоторакс мог дополнительно покрываться металлическими пластинами или чешуйками. Реплика линоторакса без металлических деталей, сделанная историком Питером Конноли, весила 3,6 кг, тогда как античная кираса с поддоспешником весила около 6 кг.

## Галерея

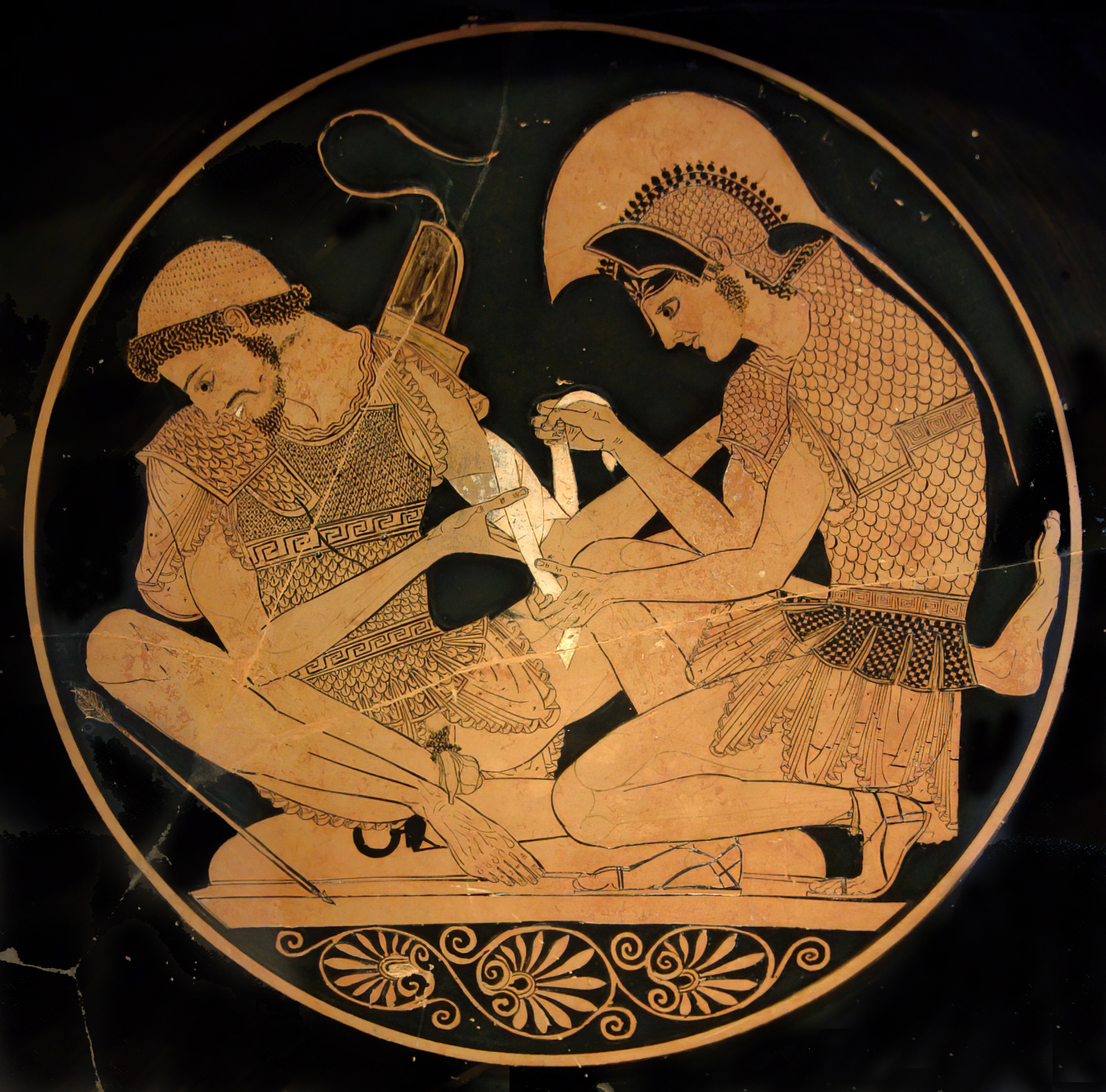
Ахилл перевязывает раненого Патрокла. Обе фигуры в линотораксах, усиленных чешуйками, отвязанный левый наплечник Патрокла выпрямился. Изображение с краснофигурной вазы из Вульчи, около 500 года до н. э.
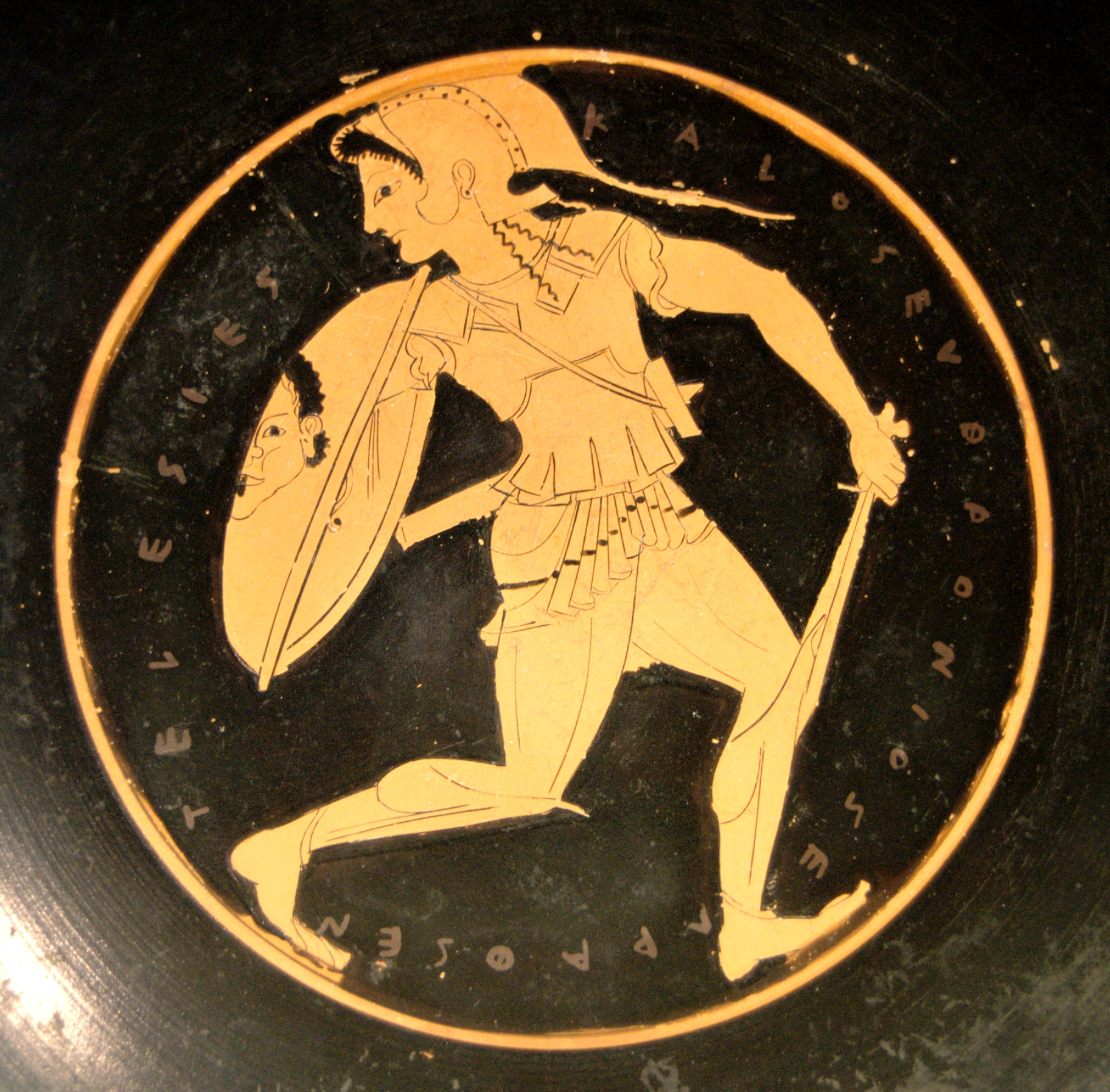
Амазонка в линотораксе, VI век до н. э.
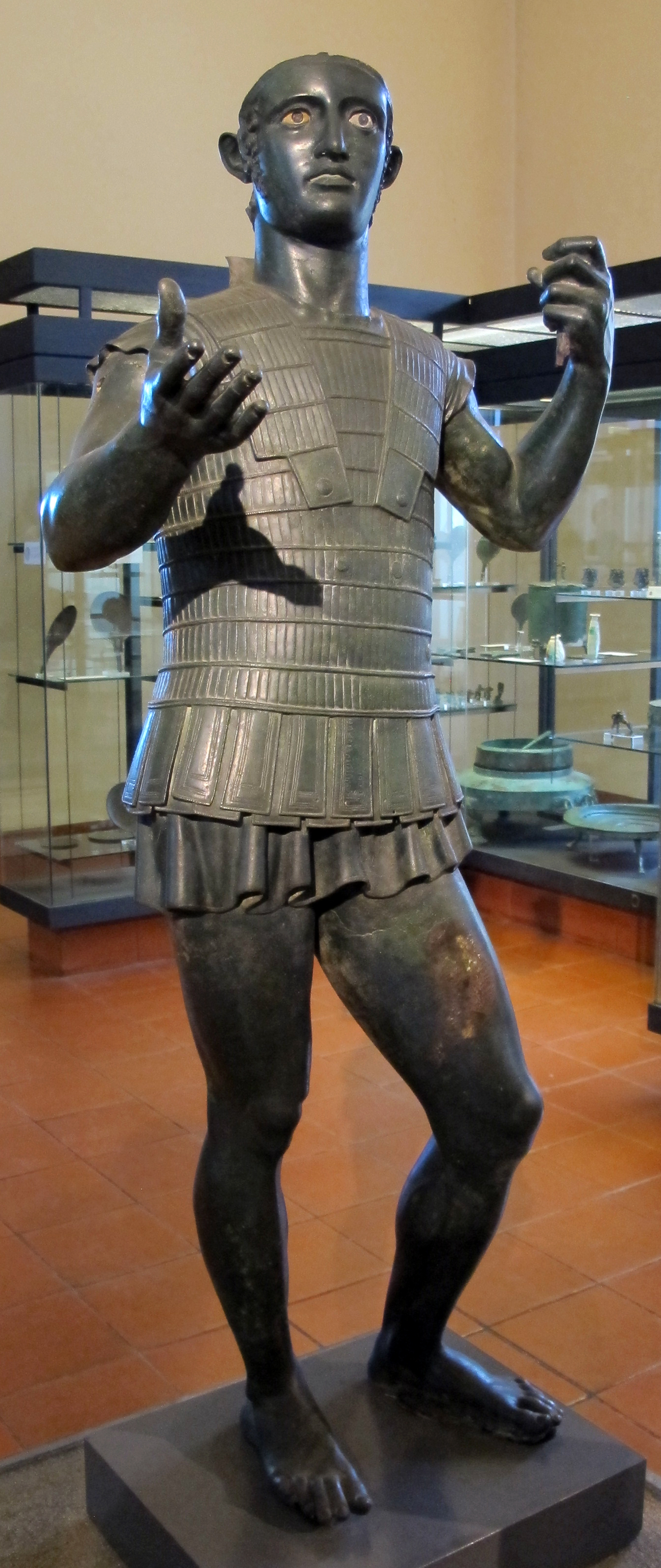
Статуя Марса из Тоди, V век до н. э.
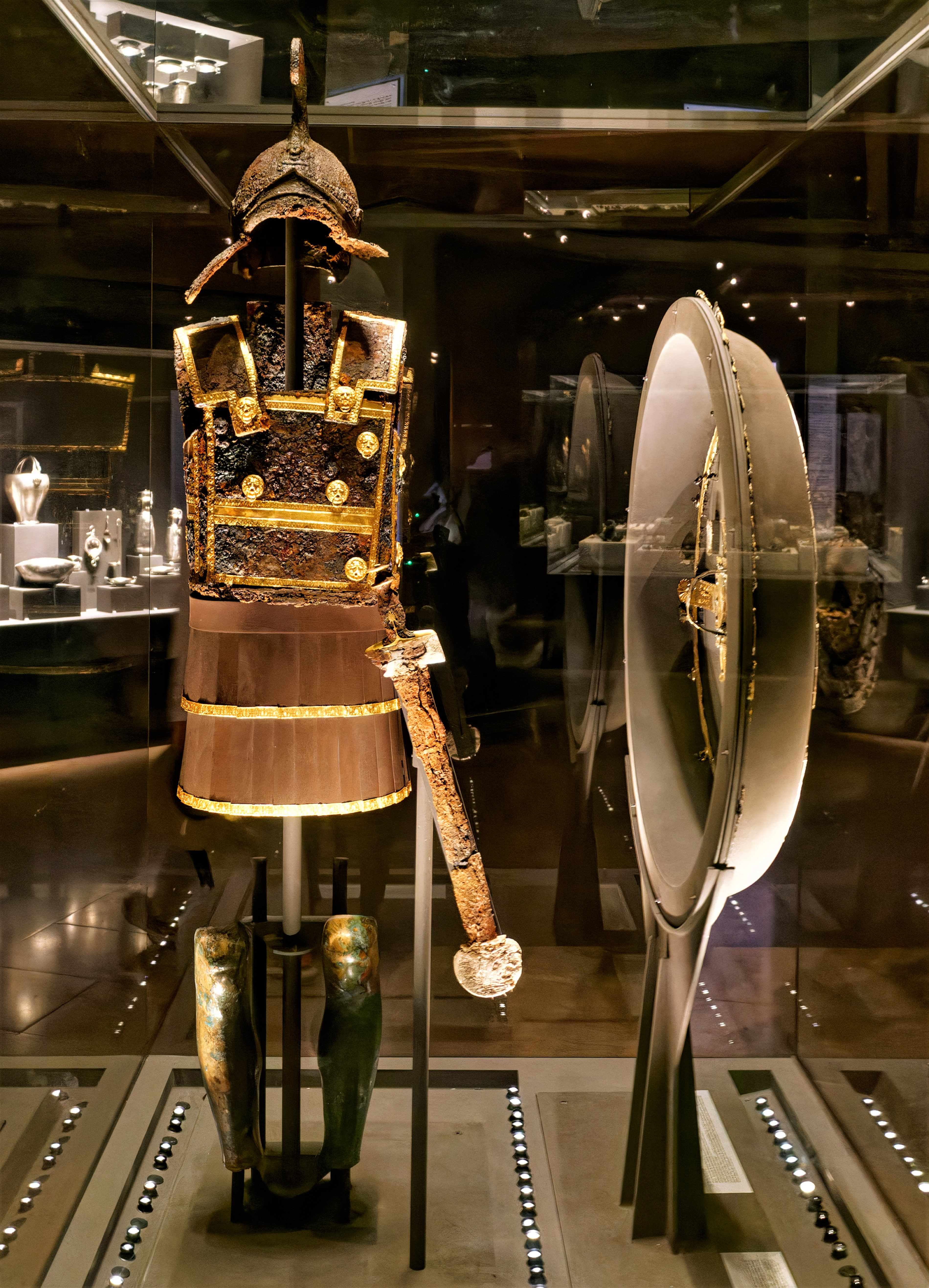
Доспехи из царских гробниц в Вергине
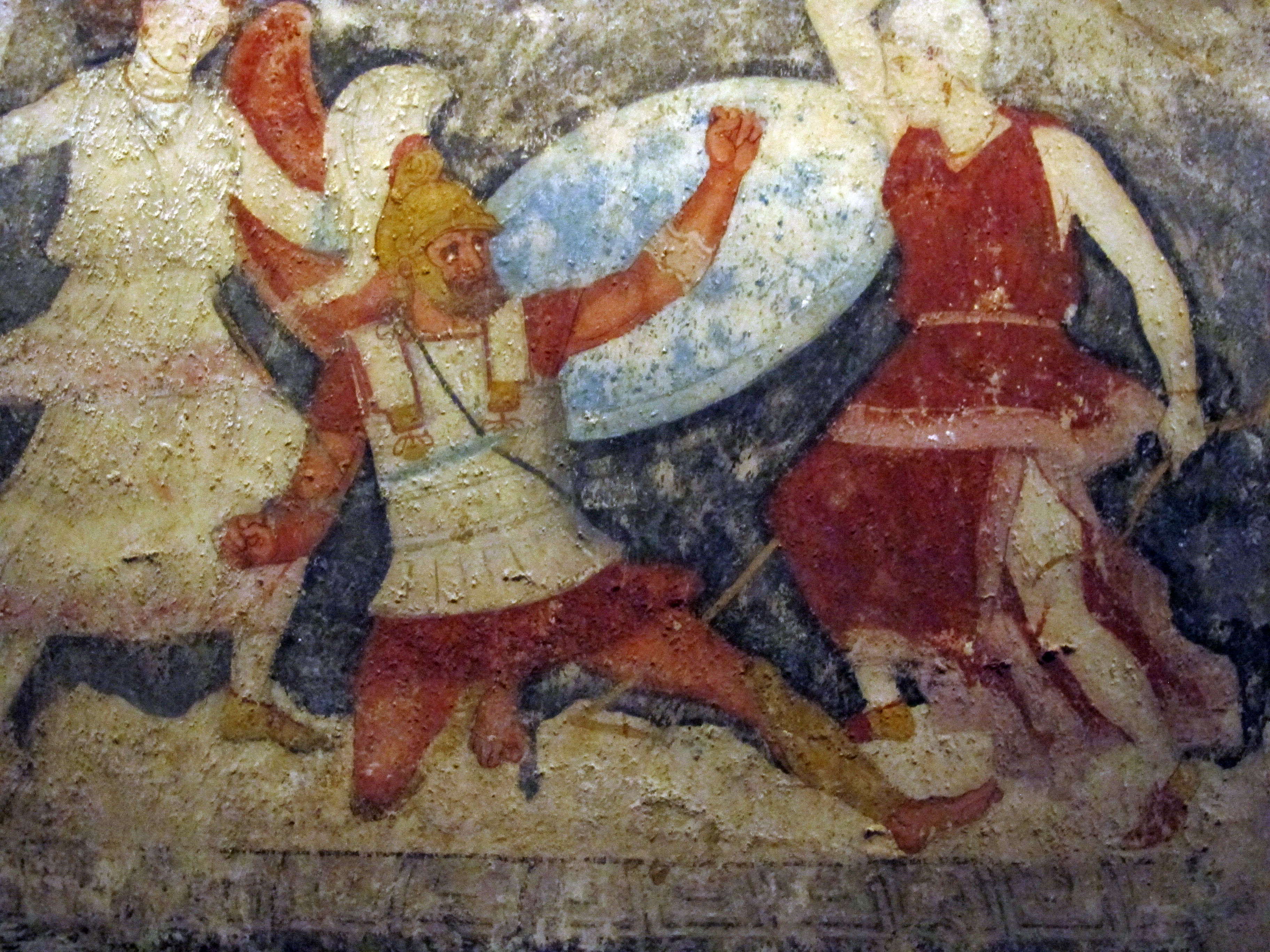
Воин в линотораксе, фрагмент фрески из «гробницы амазонок» в Тарквиниях, IV век до н. э.
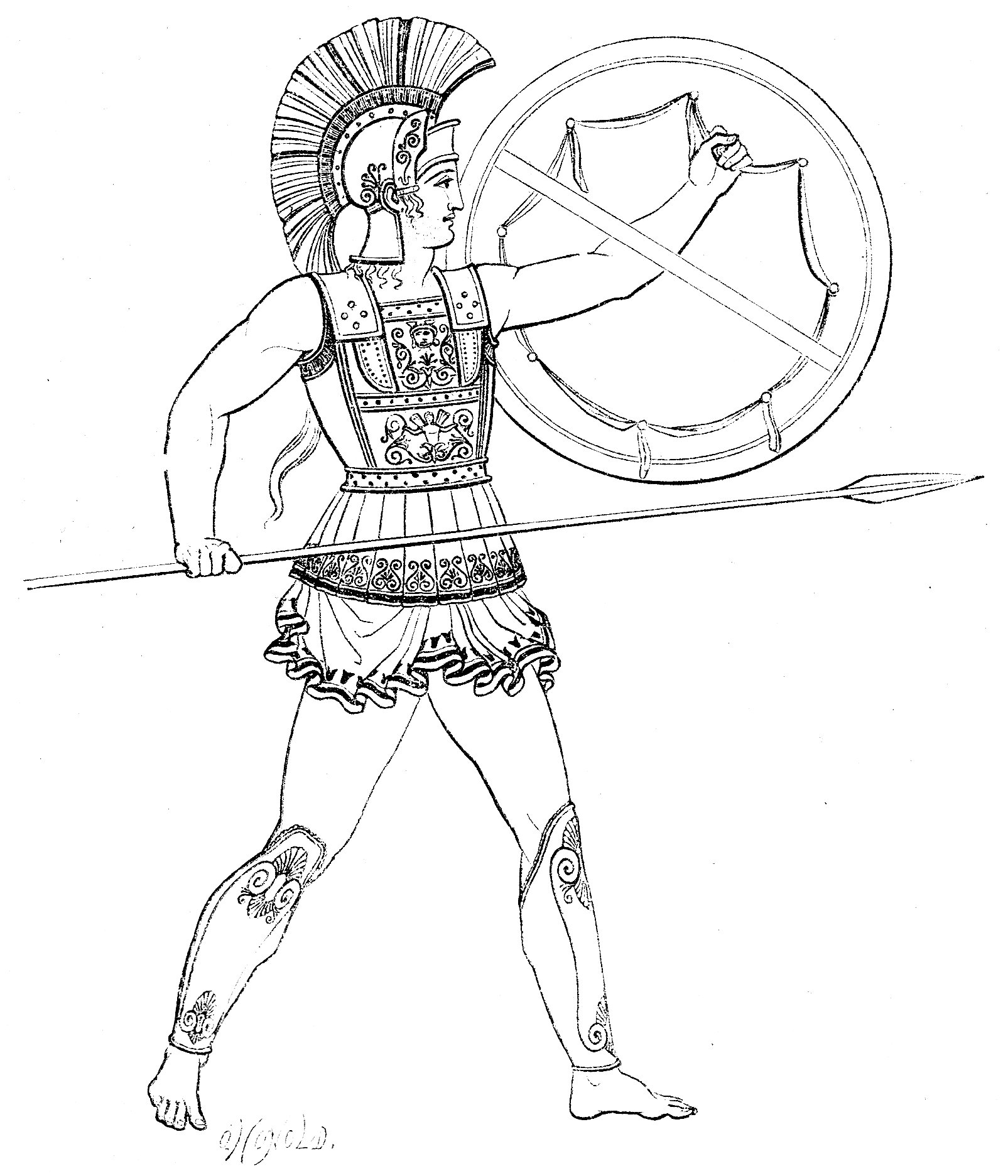
Греческий гоплит в линотораксе, рисунок XIX века